# Тишів (Мукачівський район)
Тиші́в — село в Україні, в Мукачівському районі Закарпатської області. Входить до складу Нижньоворітської сільської громади.

## Історія
Населення — 458 мешканців. Площа — 1,727 км².
Село Тишів розкинулося в долині річки Латориця та її приток в підніжжі Верховинського хребта, а саме в підніжжі гори Пікуй. Розташоване за 12 км від районного центру.
Село Тишів вперше документально згадується 1648 року. Назва села Тишів (Чендеш) походить від кліматичних умов, які були в селі коли до нього прийшли перші поселенці — тут було тихо і спокійно, територію села овівав спокійний вітерець. Такі умови збереглися тут до будівництва тут дороги Київ — Чоп у 70-х рр. XX століття.
Інші згадки - 1630 Ti.zoua, 1648- Tisova, 1693- Tisow, 1773-Tisova, 1808-Tissova, 1851-Tissova, 1877-Timsova (Felső-), 1913-Csendes, 1925-Tišova.
1926 року в селі була створена рада робітничих, селянських і солдатських депутатів. Першим секретарем було обрано Говдана В. В. Також цього року був проведений перепис населення — його кількість становила 1100 жителів.

### Присілки
Медвеже - колишнє село в Україні, в Закарпатській області.
Обєднане з селом Тишів  рішенням облвиконкому Закарпатської області №155 від 15.04.1967
За розповідями Михайла Приймича (1921) село заснував у урочищі “Стенечивлять” чоловік на ім’я Левко, що втік сюди від татар. Село розросталося, але через якийсь час вимерло від епідемії (за Т. Легоцьким, у 1691 р. в селі людей не було). Уціліли лише три родини – Сабови, Халуси і Козаки.
1648-Meduesse, 1693-Medwezia, 1808-Medvesa, Medvessa, 1944-Medvezsa, Медвежое. Назва, можливо, походить від потіка Медвежий ~ ~ Ведмежа вода, річка '. Його ім'я було переведено на Medvefalvára в 1903 році.
В 1976 році тут відкрито поселення ранньозалізного віку. Досліджувалося експедицією ІА АН УРСР.
Парафія в Медвежому згадується у 1692 р., у 1778 р. згадують дерев’яну церкву в Медвежому.

## Релігія

### храм Успіння пр. Богородиці. 1898.
Перша згадка про церкву та філії в Медвежому, Котельниці, Малій Бистрій та Шутовиці походить з 1692 р., а в 1704 р. йдеться про стародавню церкву.
Дерев’яна церква св. Василя з двома дзвонами була в селі в 1733 р. У 1778 р. згадують дерев’яну церкву в Тишові, а також церкви в філіях – Медвежому, Бистрому, Котельниці.

### Іллінська церква
Існуючу нині церкву збудовано 1898 р. (хоча церковник Михайло Халус із сусідньої Мішкаревиці твердить, що тишівську церкву збудовано на два роки скоріше за мішкаревицьку, тобто в 1888 р.) у традиції місцевого будівництва.
Не виключено, що в селі працювали ті ж майстри, що й у Задільському та інших селах верхньої течії Латориці, а зразком могла служити найдавніша церква цього стилю в Бистрому.
Церква тризрубна, вкрита двосхилим бляшаним дахом. Зруби з ялини товщиною 16 – 18 см поставлено на кам’яні плити. Опасання спирається на випуски вінців зрубу. Башту увінчує сферична баня, а гребінь даху над вівтарем завершено глухим ліхтарем з главкою.
Особливістю церкви є два ліхтарі з главками над східними кутами нави. Ґанок прибудовано пізніше. Всередині нава і бабинець розділені високою аркою, прикрашеною волютами, склепіння – коробові. Біля церкви – гарна дерев’яна дзвіниця з трьома дзвонами, найбільший з яких виготовлено в Хомутові (Чехія) фірмою “Ріхард Герольд” у 1924 р.
Іконостас походить із часу спорудження церкви, але ікони на соснових дошках вже перемальовано.
У 1932 р. зафіксували кілька написів: на рамі ікони Благовіщення – “Сей образъ купилъ и… Федора Нотиржованого синъ со женою своею Анна и родичомъ своимъ и чади за отпущеніе гріховъ року божого АΨМ (1740)” та на церковних книгах. Служебник купив раб божий Теодор Ганечко з дружиною Анною для церкви Василія Великого в Тишові 1670 р., а виданий він у Львові в 1654 р. Апостол купив о. Григорій тишанський у латірського священика за десять золотих лічбою польською. Два процесійні хрести подарували для церкви Ряшки.
У Тишові народився Василь Улинець – один з останніх народних будівничих, який спорудив за своє життя 10 дерев’яних церков. Улинець, можливо, брав участь і в спорудженні тишівської церкви.
Докладніше: Іллінська церква (Тишів)

Дзвіниця. 1802.
Зятем до Сабова прийшов із Задільського Юрко Приймич – прадід М. Приймича і вирішив збудувати церкву. Ю. Приймич власними силами й коштом збудував дзвіницю, а також оплатив виготовлення дзвона, про що свідчить угорський напис на ньому: “Вилив Приймич Юрій за власний кошт для руської церкви в Медвежому 1802 p.”, але на церкву в маленького сільця сил не вистачило. У кінці 1980-х ґонтове покриття дзвіниці замінено бляшаним.

Чоловічий монастир на честь Казанської ікони Божої Матері

## Географія
Бідність гірської Воловеччини на продуктивні земельні ресурси компенсується природними багатствами. Це листяно-хвойні ліси, в яких зростають переважно смерека і ялиця, бук, ясен і явір. На околиці села височіє гора Пікуй заввишки 1408 метрів. Пікуй — це ще й флористичний заказник де під охороною багато цінних рідкісних рослин, у тому числі лікарських. Тут зустрічаються такі релікти, як тис ягідний, кедр і дуб.
Окрасою і багатством лісів є благородні олені і козулі, ведмеді і лисиці, куниці і білки. Живуть тут дикі свині, рисі, вовки. Тут живе багато різноманітних птахів. У малодоступних урочищах інколи таланить зустріти чорних лелек.
Через село протікає річка Латориця, що бере початок на схилах Верховинського хребта, з-під Верецького перевалу. Флора і фауна річки не багата зокрема тут зустрічається річкова і радужна форель, короп, в'юн.
Клімат Воловеччини помірно континентальний, однак суворіший ніж у низовинних районах. Весна починається тут пізніше, а зима — раніше на 2-3 тижні. Заморозки тривають до перших днів травня. Зима настає у другій половині листопада, сніг випадає у другій половині грудня. Якщо в низинах Закарпаття сніговий покрив нестійкий, глибина його 30-40 см, то на території Воловеччини він набагато глибший і стійкіший, в горах нерідко до 2 метрів, а танення починається у березні-квітні. Морози сягають інколи нижче −30°С. В ущелинах високогір'я латки снігу біліють інколи й до середини літа.
Ґрунтотворчі породи переважно фліші й продукти їх вивітрювання. Це осадові гірські породи, утворені в глибоких геосинклінальних морських басейнах з характерним ритмічним чергуванням шарів пісковиків, аргілітів, алевролітів, мергелів, вапняків тощо.
Ґрунти місцевості слабородючі. Процесом ґрунтоутворення є кисле буроземоутворення, а супутніми — дерновий, підзолистий, глейовий, глейово-елювіальний процес.
В 2022 році зроблений ремонт церкви за пожертви жителів.

## Населення
Згідно з переписом УРСР 1989 року чисельність наявного населення села становила 526 осіб, з яких 254 чоловіки та 272 жінки.
За переписом населення України 2001 року в селі мешкало 510 осіб. 100 % населення вказало своєю рідною мовою українську мову.

## Економіко-географічне положення
Село Тишів розташоване на півночі району і межує з такими селами:
- на півночі: Котельниця і Латірка;
- на заході: Щербовець і Жденієво;
- на сході: Завадка і Вербляж;
- на півдні: Нижні Ворота.

Основною транспортною магістраллю є траса Київ-Чоп, по якій і здійснюються всі зовнішні зв'язки села.

## Туристичні місця
- Неподалік від села розташований гідрологічний заказник «Бистрий».
- храм Успіння пр. Богородиці. 1898.
- Дзвіниця. 1802.
- Чоловічий монастир на честь Казанської ікони Божої Матері
- Іллінська церква